# جون جي. فوستر
جون جي. فوستر (بالإنجليزية: John G. Foster)‏ هو ضابط أمريكي، ولد في 27 مايو 1823 في Whitefield, New Hampshire ‏ في الولايات المتحدة، وتوفي في 2 سبتمبر 1874 في ناشوا في الولايات المتحدة.